# Laila Ripoll
Adelaida Ripoll Cuetos (Madrid, 4 d'agost de 1964), més coneguda com a Laila Ripoll, és una directora d'escena, professora i dramaturga espanyola. La seva obra ha estat traduïda al francès, romanès, portuguès, italià, grec, anglès i basc.

## Biografia
Neix en Madrid en 1964 en el si d'una família vinculada a l'ofici de l'actor. El seu pare, Manuel Ripoll, va ser realitzador i director de TV. La seva mare, Concha Cuetos, molt coneguda pel seu personatge de Lorda, en Farmàcia de guàrdia, ha fet teatre, cinema i Tv des de 1962. El seu germà és el també actor Juan Ripoll.
Laila és titulada superior en art dramàtic per la Reial Escola Superior d'Art Dramàtic (RESAD) (1987). Va estudiar pedagogia teatral a l'INAEM, interiorisme a l'Escola d'arts aplicades i oficis artístics i teatre clàssic espanyol a l'escola de la companyia nacional de teatre clàssic. Tota aquesta formació en diferents disciplines s'uneixen en ella sempre en relació amb el fet escènic.
Està casada amb l'actor i autor Mariano Llorente amb qui té un fill.

## Micomicón
Adolfo Marsillach funda a la fi dels 80 un curs en la Compañía Nacional de Teatro Clásico, per a formar a joves actors per a recuperar el patrimoni del teatre clàssic espanyol. Laila fa el curs i en acabar en 1991 crea la companyia de teatre Micomicón al costat d'altres companys del curs: Juanjo Artero, Isabel Gaudí i Jose Luis Patiño. Posteriorment s'hi uniren Mariano Llorente i Santiago Nogales.
L'ideal d'aquesta companyia és tenir als clàssics espanyols com a màxims referents culturals i estètics. Poder fer reflexions dels clàssics espanyols com veien que ja s'estava fent en altres països com Anglaterra amb els seus clàssics. Com La Royal o Declan Donnellan.
Dins de la companyia Laila treballa com a actriu, directora d'escena, escenògrafa, gestora, mestra d'actors, dramaturga i dramaturga; depenent de l'espectacle.
La companyia porta més de 25 anys en actiu i han estrenat més de 20 espectacles, convertint-se en una de les companyies teatrals de referència tant a Espanya, com en molts països llatinoamericans.
Abasten diversos tipus d'espectacles, clàssics, musicals, històrics. Dirigits a públic de totes les edats, sense especialitzar-se en un públic en concret.
Dins de la seva trajectòria ens podem trobar dos vessants. Una més clàssica i una altra més contemporània.

### Vessant Clàssic
La idea és recuperar i portar a escena el teatre clàssic espanyol. Des del teatre popular d'entremesos i "mojiganga", passant per la immensitat de títols de comèdies del segle d'or, arribant fins a la creació de nous textos, més relacionats amb l'actualitat.
La intenció era fer un teatre ple d'espontaneïtat, però també de disciplina. Ple de llibertat formal i de recursos actorals, basant els seus esforços a conjuminar en un tot indivisible, avantguarda i tradició. Desfent-se de tot el que no aporti veritable contingut i sigui d'interès per al públic del nostre temps. Únic receptor d'aquest teatre.
En definitiva, respectar el text clàssic restant-li tot allò que empobreixi el joc teatral.

### Vessant Contemporani
Amb aquest altre vessant la companyia busca un teatre del S. XXI, ple de llibertat formal on convisquin el sagrat i el tosc, el mite i l'actualitat, la mort i l'acudit. Teatre de text, però alhora teatre del color, de la definició plàstica, del valor de les textures i dels materials.

### Espectacles de Micomicón
- 1992 - Los Melindres de Belisa, de Lope de Vega. (Versió i direcció de Susana Cantero).
- 1993 - El acero de Madrid, de Lope de Vega. (Versió i direcció de Laila Ripoll).
- 1994 - Mudarra, basado en El bastardo Mudarra, de Lope de Vega. (Versió i direcció de Laila Ripoll).
- 1995 - El retablo de El Dorado, de Sanchis Sinisterra. (Direcció de Mariano Llorente).
- 1996 - Ande yo caliente, de varios autores del S. De Oro. (Versió i direcció de Laila Ripoll i Mariano Llorente).
- 1997 - La dama boba, de Lope de Vega. (Versió i direcció de Laila Ripoll).
- 1998 - Macbeth, de Shakespeare. (Versió de Julio Salvatierra i direcció de Laila Ripoll i Miguel Seabra).
- 1999 - Los cabellos de Absalón, de Calderón de la Barca. (Versió Laila Ripoll i direcció de Mariano Llorente).
- 1999 - El retablo del maese Pedro, de Manuel de Falla, basat en un passatge de El Quijote, de Cervantes. (Versió de Mariano Llorente i direcció de Laila Ripoll).
- 1999 - Un millón de mujercitas, basat en Poeta en Nueva York, de Lorca. (Versió i direcció de Mariano Llorente).
- 1999 - La ciudad sitiada, text i direcció de Laila Ripoll. Estrenat al Festival Escena Contemporánea de Madrid, a la sala Triángulo (Actual Teatro del Barrio).
- 2000 - Asesinato en la calle Illinois, de Lucía de la Maza.
- 2001 - Atra Bilis, text i direcció de Laila Ripoll. Estrenat al Festival Escena Contemporánea de Madrid, en la Cuarta pared.
- 2002 - Jocoserias, sobre alguns entremesos del Segle d'Or. (Versió de Mariano Llorente i direcció de Laila Ripoll).
- 2003 - Castrucho, basat en El rufián Castrucho, de Lope de Vega. (Versió i direcció de Laila Ripoll).
- 2004 - Todas las palabras, text i direcció de Mariano Llorente.
- 2005 - Los niños perdidos, text i direcció de Laila Ripoll. Estrenat al FIT Madrid Sur. Temporada al Teatro María Guerrero de Madrid.
- 2006 - Cancionero republicano. Espectacle musical amb text de Mariano Llorente i Laila Ripoll, sobre una idea de José Monleón.
- 2007 - Árbol de la esperanza, text i direcció de Laila Ripoll. Estrena i temporada a la Cuarta pared, Madrid.
- 2007 - Don Juán Tenorio, de José Zorrilla. (Versió i direcció de Laila Ripoll).
- 2008 - Basta que me escuchen las estrellas, text de Laila Ripoll i Mariano Llorente (Direcció de Laila Ripoll).
- 2009 - Arte nuevo de hacer comedias, text i direcció de Mariano Llorente i Laila Ripoll a partir del text de Lope de Vega per la reinauguració de la Casa-Museo de Lope de Vega.
- 2010 - Santa Perpetua, text i direcció de Laila Ripoll. Estrena al Festival Internacional Madrid Sur. Gira per Espanya i temporada en la Cuarta pared.
- 2012 - La dama boba, de Lope de Vega. (Versió i direcció de Laila Ripoll).
- 2015 - El triángulo azul, texto d Mariano Llorente i Laila Ripoll. (Direcció de Laila Ripoll).
- 2018 - Donde el bosque se espesa, text de Mariano Llorente i Laila Ripoll. (Direcció de Laila Ripoll).

## Directora
El teatre de Laila es caracteritza per la singularitat de la seva veu, que barrejant un to propi, amb un llenguatge expressiu i amb l'estudi d'altres manifestacions artístiques com la pintura; crea en l'espectador la possibilitat de reflexionar sobre una veritat incòmoda, normalment relacionada amb alguns dels assumptes que arrossega la nostra història com a llast de la societat espanyola des de fa ja massa dècades.
Amb les seves posades en escena, Laila tracta de comptar no sols la rondalla que apareix en les obres, sinó quin és el seu punt de vista sobre els temes que preocupen la societat en la qual viu.
El seu teatre es preocupa essencialment pels problemes col·lectius. La seva mirada fuig del reduït àmbit dels sentiments personals, per a escodrinyar les ferides, ocultes baix aparatosos i bruts embenatges, però encara no cicatritzades, que pateix la societat espanyola. Aquestes ferides que gairebé ningú vol mirar. I molt menys curar.
Laila fa un teatre perquè reflexionem i posem fre als abusos que posa sobre l'escenari.
Els colors que porta a escena són principalment marrons, grises, blaves i blancs trencats. L'atmosfera és més aviat freda i borrosa, com qui mira a través d'unes ulleres velles.
Els personatges estan bruts i tristos, però no es posen davant de l'espectador per a arribar a una versió millor ni més perfecta de si mateixos, sinó per a denunciar la seva situació. Una situació que, encara que ficcionada en les seves obra, va ser real fa no gaire temps i no gaire lluny d'aquí.

### Espectacles
Laila complementa la seva carrera com a directora amb treballs externs a la companyia Micomicón.
- 2000 - Unos cuantos piquetitos, text de Laila Ripoll.
- 2005 - Once voces contra la barbarie. Homenatge a les víctimes de l'11-M. Participació com a autora amb el text Pronovias.
- 2006 - Barcelona, mapa de sombras, de Luisa Cunillé. (Direcció de Laila Ripoll).
- 2007 - Del rey abajo, ninguno. (Direcció de Laila Ripoll).
- 2008 - So Happy Together. Projecte d'escriptura col·lectiva amb Yolanda Pallín, José Ramón Fernández i Jesús Laíz.
- 2009 - Restos, en la que participa com a coautora. (Direcció d'Emilio del Valle).
- 2012 - Antígona. Versión para un taller en la Cuarta pared.
- 2014 - La cortesía de España, de Lope de Vega. (Versió de Laila Ripoll). Per la Joven Compañía Nacional de Teatro Clásico.
- 2016 - Cáscaras Vacías, text i direcció Magda Labarga i Laila Ripoll.
- 2017 - La judía de Toledo. (Versió i direcció de Laila Ripoll).

## Premis
La ciudad sitiada (1999):
- “Arcipreste de Hita” Millor actriu.
- “Jose Luis Alonso” Millor direcció. (ADE).
- “Caja España” per texts dramàtics.
- Primer premi al “Certamen de directoras de escena de Torrejón”.

Atra Bilis (2001):
- Menció especial del jurat, “Maria Teresa de León” per texts dramàtics. (ADE).
- “Garnacha” Millor actor i Especial del públic.
- Mèrit d'honor al Millor text i espectacle del “Festival Internacional de Teatre Hispà de Miami”.
- Primer premio “Certamen de directores d'escena de Torrejón”.
- Finalista “Premi nacional de Literatura Dramàtica”.
- Finalista “Premi Max al Millor Text en Castellà”.

Los niños perdidos (2005):
- Premi del Público del Festival de Rivadavia.
- Millor Espectacle en Gira de la Fira d'Osca.
- Finalista Premio Max Espectacle Revelació.

El triángulo azul (2015):
- Premio Nacional de Literatura Dramática, amb Mariano Llorente.[4]
- Premi Max a Millor Autoria Original.